# Magnier-Halbinsel
Die Magnier-Halbinsel (spanisch Península Magnier) ist eine Halbinsel an der Graham-Küste des Grahamlands auf der Antarktischen Halbinsel. Sie trennt die Leroux-Bucht von der Bigo Bay.
Chilenische Wissenschaftler nahmen die Benennung vor, die sich offenbar von derjenigen der auf der Halbinsel aufragenden Magnier Peaks ableitet. Deren Namensgeber ist möglicherweise ein Sponsor der Fünften Französischen Antarktisexpedition (1908–1910) unter der Leitung des Polarforschers Jean-Baptiste Charcot.